# هاروی بلر
هاروی بلر (انگلیسی: Harvey Blair؛ زادهٔ ۱۴ سپتامبر ۲۰۰۳) بازیکن فوتبال است.